# (3140) Stellafane
(3140) Stellafane es un asteroide perteneciente al cinturón de asteroides, descubierto el 9 de enero de 1983 por Brian A. Skiff desde la Estación Anderson Mesa (condado de Coconino, cerca de Flagstaff, Arizona, Estados Unidos).

## Designación y nombre
Designado provisionalmente como 1983 AO. Fue nombrado Stellafane en homenaje al encuentro anual conocido como el "Santuario de las Estrellas" que se celebra en Vermont entre aficionados y profesionales para intercambiar impresiones.